# Sportraad Amsterdam
De Sportraad Amsterdam is een onafhankelijk adviesorgaan dat door de gemeenteraad in 1952 in het leven is geroepen om gevraagd en ongevraagd te adviseren over de hoofdlijnen van het sportbeleid in Amsterdam.

## Samenstelling
De Sportraadsleden zetten zich in voor de Amsterdamse sport. De Sportraadsleden worden bij hun werkzaamheden ondersteund door het bureau van de Sportraad. De leden worden geselecteerd op hun complementaire kennis, ervaring en netwerk binnen en buiten de sportsector zoals de wetenschap, bedrijfsleven, maatschappij, media, en ruimtelijke ordening.

## Penning
Elk jaar wordt de Penning Sportraad Amsterdam uitgereikt. Het gaat bij deze uitreiking niet om een sporter, maar om een bestuurder, professional, vrijwilliger, vereniging of instelling. Iemand die zich met durf, ambitie en inzet bijzonder verdienstelijk heeft gemaakt voor de sport of het sportbeleid in Amsterdam.

## Sportraadsleden
- Ageeth Telleman (voorzitter)
- Brian Benjamin (vicevoorzitter)
- Ellis van der Weerden (vicevoorzitter)
- Zaid El Morabiti
- Jolanda Hogewind
- Ellis van der Weerden
- Koen Kouwenberg
- Rocky Hehakaija
- Reda Haouam
- Thijs Zonneveld
- Alex Klusman
- Mirka Janssen
- Neal Petersen
- Liza van der Most
- Jason Blackmore